# Миколаївка (Дубенський район)
Микола́ївка — село в Україні, у Повчанській сільській громаді Дубенського району Рівненської області. Селом проходить Автошлях Т 0303, яким курсують автобуси Дубно-Демидівка, Рівне-Миколаївка, Млинів-Яблунівка. Дворів — 133. Населення становило 397 осіб станом на 01.01.2022 року.

## Географія
Село розташоване на північно-західній стороні від витоку річки Повчанки.

## Історія
Населений пункт Миколаївка утворений внаслідок земельної реформи 1936 р, яка проводилась урядом Польщі.
Колгосп імені Шевченка у селі було створено 1948 році. Тут діяли також сільгоспартілі «Комсомолець», «Ленінський шлях». Згодом усі ці колективні господарства об'єднали в один і назвали "Ленінська «Іскра».
В селі працювали адмінбудівля (колгоспу, сільської ради), Будинок культури, школа, колгоспна їдальня, ремонтна майстерня тракторної бригади, тваринницькі приміщення, лазня, кондитерський та ковбасний цехи, звірогосподарство, а також: торгові точки, відділення зв'язку, фельшерсько-акушерський пункт, два житлові багатоквартирні будинки. До послуг колгоспників були: лінія електропередач, радіо, телефон, водопровід проведено до хат.

## Органи влади
До 2018 - адміністративний центр Миколаївська сільська рада. Сільраді були підпорядковані села Підбрусинь, Гнатівка, Яблунівка, Буди. Від 2018 у складі Повчанської сільської громади.
12 червня 2020 року, відповідно до розпорядження Кабінету Міністрів України № 722-р від «Про визначення адміністративних центрів та затвердження територій територіальних громад Рівненської області», увійшло до складу Повчанської сільської громади.
19 липня 2020 року, в результаті адміністративно-територіальної реформи та ліквідації Млинівського району, село увійшло до складу Дубенського району.

## Медицина
У 2000 році в населеному пункті відкрито амбулаторію, обладнану за сучасною медичною технологією. Є терапевтичне, стоматологічне відділення.

## Освіта
Миколаївська загальноосвітня школа І-ІІ ступенів [Архівовано 2 березня 2017 у Wayback Machine.] Млинівської районної ради Рівненської області, збудована у 1971 році. В школі працює 22 вчителі, навчається 96 учнів.

## Релігія
Свято-Миколаївська церква Української Православної церкви Київського патріархату. Відкрили храм 1992 року, а освятили 31 жовтня 1993 року. Зводили будівлю усією громадою за фінансової підтримки колективного сільськогосподарського підприємства «Міжгір'я».

## Культура

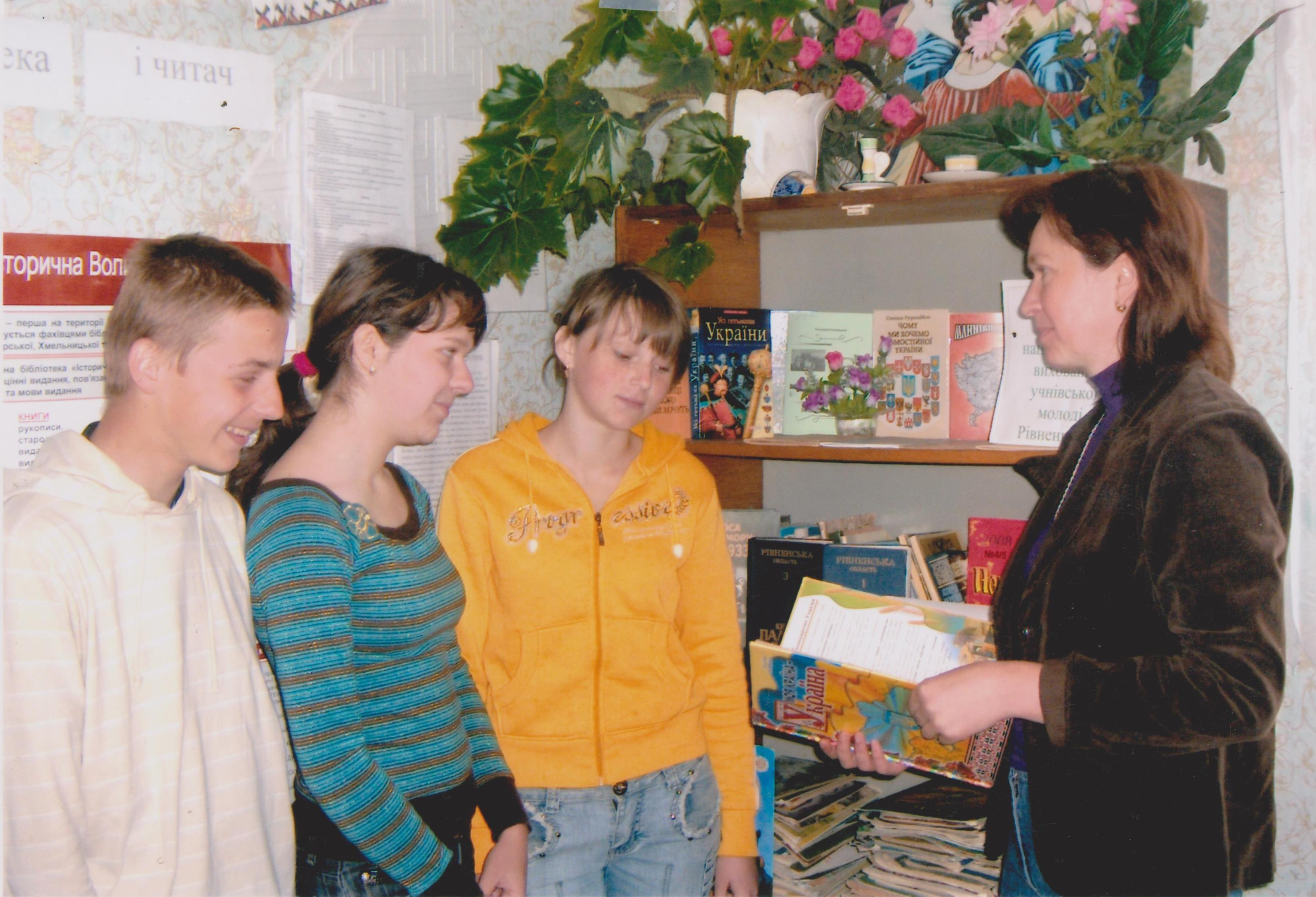
Публічно-шкільна бібліотека села.

Після закінчення війни на території сучасної сільської ради було відкрито дві хати-читальні: одна була у селі Підбрусень (першим бібліотекарем була Неоніла Войтюк), а друга — на території хутору Коханка.
У 1968 році в селі Яблунівка було відкрито бібліотеку. Першим бібліотекарем тут була Галина Йосипівна Потапчук). У 1969 році бібліотеку з с. Підбрусень перенесено до с. Миколаївка. У 1977 році тут збудували Будинок культури куди і перенесли бібліотеку. З 1993 року бібліотекарем публічно-шкільної бібліотеки є Мар'яна Володимирівна Подворна.
У 2002 році було об'єднання бібліотек сільських і шкільних. У 2010 році бібліотека брала участь у Всеукраїнському конкурсі «Молоді для молодих». Станом на 2014 рік фонд бібліотеки становить понад 13 тисяч примірники. Загальна кількість читачів — 555, з них дітей — 105. 

## Галерея

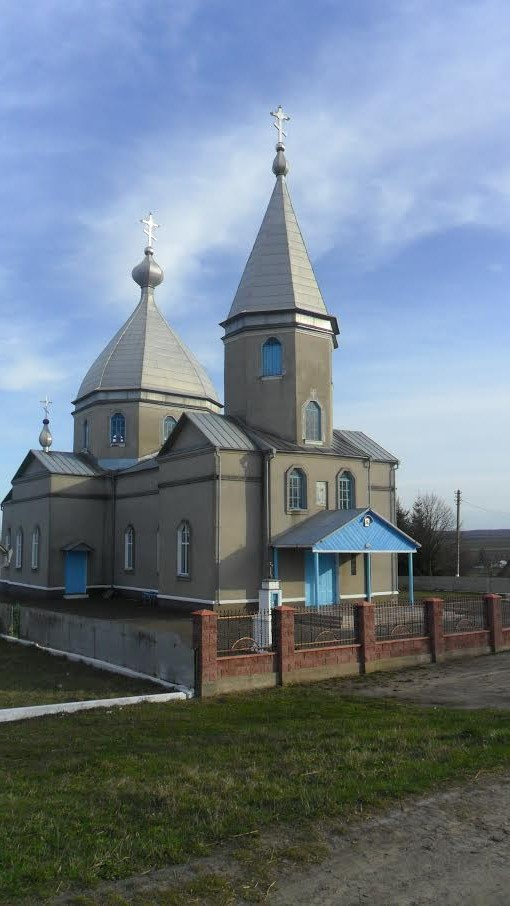
Свято-Миколаївська церква с. Миколаївка
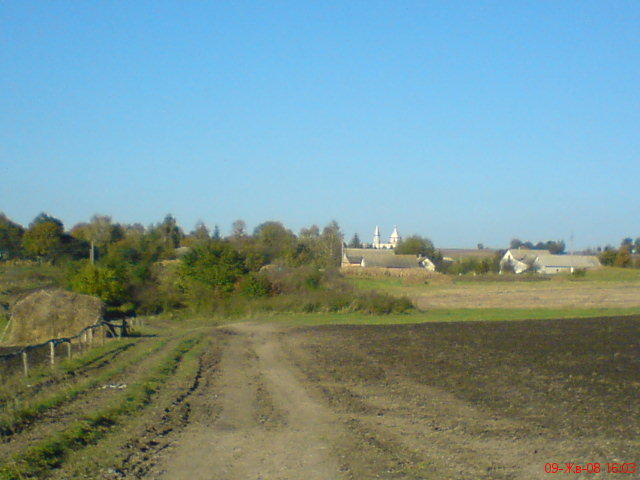
Сільська панорама